# Repubblicanesimo in Barbados
Il repubblicanesimo in Barbados è una posizione politica e un movimento che sostiene il sistema di governo barbadiano che fino al 30 novembre del 2021 era una monarchia.
Nel 1979, una commissione d'inchiesta nota come Commissione Cox sulla Costituzione fu incaricata di studiare la fattibilità dell'introduzione di un sistema repubblicano. La Commissione Cox è giunta alla conclusione che Barbados preferì mantenere la monarchia costituzionale. La proposta di passare allo status repubblicano non fu quindi proseguita.
Il manifesto del Partito Laburista di Barbados del 1994 si occupava della questione repubblicana, proponendo un referendum. In linea con questa promessa, il 29 ottobre 1996 è stata nominata una Commissione di revisione della Costituzione, presieduta da Henry de Boulay Forde, per rivedere la Costituzione di Barbados.
La commissione ha eletto come vicepresidente Oliver Jackman, ex diplomatico e giudice della Corte interamericana dei diritti umani.
La Commissione aveva il compito di:
1. Determinare la necessità di mantenere il sistema di governo monarchico e formulare raccomandazioni in merito alla forma di governo esecutiva più adatta a proteggere la democrazia parlamentare, i diritti e le libertà fondamentali dei cittadini di Barbados ed a realizzare un governo efficace ed efficiente in modo da posizionare Barbados per affrontare le sfide del XXI secolo e oltre.
2. Per consigliare e formulare una raccomandazione in merito all'opportunità o meno di mantenere il legame di Barbados con la Corona Britannica.
3. Consigliare e formulare una raccomandazione in merito a una struttura per l'autorità esecutiva di Barbados più adatta a proteggere l'indipendenza e l'autorità del Parlamento e i diritti e le libertà fondamentali dei suoi cittadini.

La commissione ha tenuto udienze pubbliche a Barbados e all'estero. La commissione ha riferito il 15 dicembre 1998 e ha presentato la sua relazione al governatore generale. La commissione ha raccomandato a Barbados di adottare un sistema di repubblica parlamentare. Nel 1999 il manifesto del Partito Laburista di Barbados ha proposto che i risultati della commissione e la sua raccomandazione che Barbados diventi una repubblica ricevano la prima attenzione del governo.
Una legge del referendum (Referendum Bill) è stato presentato in Parlamento e ha avuto la sua prima lettura il 10 ottobre 2000. Con lo scioglimento del Parlamento appena prima delle elezioni nel 2003, il Referendum Bill non è stato riportato.
Nel febbraio 2005 il governo di Barbados ha annunciato l'intenzione di indire un referendum sulla questione repubblica. Quel mese introdusse una legge referendaria. Il disegno di legge è stato convertito in legge come Referendum Act nell'ottobre 2005. La legge non fissava una data per il referendum, ma specificava invece che il "Referendum Day" poteva essere proclamato dal governatore generale, essendo non più di 90 giorni e non meno di 60 giorni dalla data della proclamazione. L'atto stesso non potrebbe modificare la costituzione di Barbados, perché ai sensi della costituzione è richiesta una maggioranza di due terzi del Parlamento per apportare eventuali emendamenti.

Secondo il Referendum Act 2005, la domanda da porsi era: 
Owen Arthur, in qualità di primo ministro, dichiarò pubblicamente: "Dio non voglia, ma se Sua Maestà la Regina Elisabetta dovesse morire, se il Principe Carlo e il Principe William dovessero morire, avrei una difficoltà fondamentale a giurare fedeltà a Re Harry." Il commento è arrivato poco dopo che il principe Harry aveva partecipato a una funzione pubblica in costume indossando una fascia nazista nel gennaio 2005.
Mia Mottley, che era viceprimo ministro di Barbados, ha dichiarato: "Riteniamo che sia la cosa giusta da fare per avere un capo di stato di Barbados. Accettiamo che ci fosse la preoccupazione che il governo da solo non dovesse prendere quella decisione in questo giorno ed età e ci impegniamo quindi ad esprimere le nostre opinioni al pubblico e a fargli esprimere un giudizio su di esso".
Il referendum sulla transizione di Barbados in repubblica era previsto per l'agosto 2008, in prossimità delle elezioni parlamentari. Tuttavia, il 2 dicembre 2007 è stato comunicato che il voto sarebbe stato rinviato a una data successiva.
Il 22 marzo 2015, il primo ministro Freundel Stuart ha annunciato che Barbados si sarebbe mossa verso una forma di governo repubblicana. Stuart ha detto a una riunione del Partito Laburista Democratico: "Non possiamo darci una pacca sulla spalla per essere andato all'indipendenza; per aver decolonizzato la nostra politica; non possiamo darci una pacca sulla spalla per aver decolonizzato la nostra giurisprudenza staccandoci dal Comitato Giudiziario di il Privy Council e spiegare a chiunque perché continuiamo ad avere un sistema monarchico. Pertanto, il Right Excellent Errol Barrow ha decolonizzato la politica, Owen Arthur ha decolonizzato la giurisprudenza e Freundel Stuart sta per completare il processo".
Il segretario generale del Partito Democratico Laburista, George Pilgrim, ha confermato la mossa e ha affermato che dovrebbe coincidere con il 50º anniversario dell'indipendenza di Barbados nel 2016. Secondo Pilgrim, il cambiamento sarebbe attuato attraverso un disegno di legge che sarebbe stato presentato al Parlamento di Barbados.
Secondo la Costituzione del Paese, è necessaria una maggioranza di due terzi in Parlamento per autorizzare il cambiamento. Il Partito Laburista Democratico ha una maggioranza di due terzi al Senato di Barbados ma non alla Camera dell'assemblea dove avrebbe bisogno del sostegno del Partito Laburista all'opposizione per approvare la transizione.
Sebbene non menzionato nel loro manifesto precedente, nel settembre 2020, il governo del Partito Laburista barbadiano del primo ministro Mia Mottley ha annunciato nel suo discorso che Barbados sarebbe diventate una repubblica entro novembre 2021. Il Partito Laburista barbadiano detiene una maggioranza di due terzi in entrambi i due rami del parlamento (compresi tutti i seggi tranne uno), sufficiente per approvare un emendamento costituzionale. Se il piano avesse avuto successo, significava che Barbados avrebbe cessato di essere un reame del Commonwealth, ma avrebbe mantenuto l'appartenenza al Commonwealth delle Nazioni, proprio come fa la grande maggioranza degli stati membri del Commonwealth senza essere monarchie costituzionali.
Nel discorso governatore generale di Barbados, Sandra Mason, ha dichiarato che "[il] tempo è giunto per lasciarsi completamente alle spalle il nostro passato coloniale. I Barbados vogliono un capo di stato di Barbados". L'ex primo ministro Freundel Stuart era anche un sostenitore della trasformazione dello stato caraibico in una repubblica, così come l'ex alto commissario di Barbados per il Regno Unito Guy Hewitt, che ha dichiarato in un'intervista che molti barbadiani credono che il paese fosse pronto. Il 3 giugno 2021, è stato riferito nei media di Barbados che il pubblico in generale poteva inviare un'e-mail per inviare suggerimenti sulla questione della repubblica.
Il 27 luglio 2021, giorno di festa nazionale, Mottley annunciò che il gabinetto del governo barbadiano aveva deciso che Barbados sarebbe diventata una repubblica parlamentare entro il 30 novembre e accettò le raccomandazioni della commissione Forde. Secondo la proposta, il presidente sarebbe eletto da entrambe le camere del Parlamento per un mandato di quattro anni e sarebbe eleggibile per un secondo mandato. Il presidente avrebbe poteri per lo più cerimoniali; il potere reale continuerebbe ad essere de facto conferito al primo ministro e al governo. Con gli emendamenti alla costituzione barbadiana fatti entro il 30 novembre per facilitare il giuramento di un nuovo presidente in quel giorno. Criticata la decisione di diventare una repubblica senza indire un referendum sulla questione.
Il 20 settembre 2021 è stata presentata al parlamento di Barbados delle proposte di leggi costituzionali con degli emendamenti.
Il 28 settembre 2021, la Camera dell'assemblea ha approvato il disegno di legge. Il 6 ottobre 2021 il Senato di Barbados ha approvato il disegno di legge. Ha ricevuto l'assenso reale il giorno successivo.
Il 12 ottobre 2021, il governatore generale uscente di Barbados Sandra Mason è stato nominato congiuntamente dal primo ministro e leader dell'opposizione come candidato per il primo presidente di Barbados, ed è stato successivamente eletto il 20 ottobre. Mason è entrato in carica il 30 novembre 2021 in una cerimonia alla presenza anche di Carlo, principe del Galles. La regina Elisabetta II ha inviato un messaggio di congratulazioni al presidente Mason, dicendo "Mentre celebrate questo giorno importante, mando a voi e a tutti barbadiani i miei più calorosi auguri per la vostra felicità, pace e prosperità in futuro".